# Maryam Palizban
Maryam Palizban és una actriu de cinema i de teatre iraniana. Es va graduar en arts escèniques i estudis de teatre a la Facultat de Belles Arts de la Universitat de Teheran l'any 2004 i va obtenir un doctorat a la Universitat Lliure de Berlín el 2014.
Ha estat becària d'investigació sobre Execució del martiri a ta'ziya com a Teatre-Ritual xiïta: "Màrtirs a l'escenari" dins del projecte "Figuracions del màrtir a la literatura del Pròxim Orient i Europa" del 2012 al 2014 al Centre de recerca literària i cultural Berlín (ZfL). El seu projecte KHK (Käte Hamburger Kollegs) es titula "L'espai teatral de creences, transcendència i immanència en l'Islam catòlic i xiïta: de Napoli a Rasht". Va tenir un paper protagonista a Deep Breath, per la qual va ser nominada com a millor actriu per l'Acadèmia de Cinema, 21st Fajr International Film Festival. Altres pel·lícules iranianes en què va aparèixer són Fat Shaker (2013) i Lantouri (2016).
Es va solidaritzar amb les protestes després de la mort de Mahsa Amini traient-se el vel en una defensa de la llibertat d'expressió.

## Filmografia
- Respiració profunda (2003)
- Fat Shaker (2013)
- Lantouri (2016)[5][6]